# Turniej o Złoty Kask 2020
Turniej o Złoty Kask 2020 – cykl zawodów żużlowych, organizowanych corocznie przez Polski Związek Motorowy. W sezonie 2020 w związku z postępującą pandemią wirusa SARS-CoV-2 nie rozegrano turniejów eliminacyjnych. Obsada została ustalona na podstawie nominacji Polskiego Związku Motorowego.

## Finał
- Bydgoszcz, 27 lipca 2020
- Sędzia: Krzysztof Meyze

| Msc. | Zawodnik             | Klub         | Pkt  |             |  |
| ---- | -------------------- | ------------ | ---- | ----------- |  |
| 1    | Bartosz Zmarzlik     | Gorzów Wlkp. | 15   | (3,3,3,3,3) |  |
| 2    | Paweł Przedpełski    | Częstochowa  | 12+3 | (2,3,2,3,2) |  |
| 3    | Krzysztof Kasprzak   | Gorzów Wlkp. | 12+2 | (3,2,3,2,2) |  |
| 4    | Janusz Kołodziej     | Leszno       | 11   | (1,2,2,3,3) |  |
| 5    | Jarosław Hampel      | Lublin       | 10   | (3,2,0,2,3) |  |
| 6    | Patryk Dudek         | Zielona Góra | 10   | (3,3,2,1,1) |  |
| 7    | Kacper Woryna        | Rybnik       | 9    | (0,1,3,3,2) |  |
| 8    | Dominik Kubera       | Leszno       | 7    | (1,0,3,2,1) |  |
| 9    | Szymon Woźniak       | Gorzów Wlkp. | 6+3  | (2,1,1,1,1) |  |
| 10   | Bartosz Smektała     | Leszno       | 6+2  | (0,2,1,0,3) |  |
| 11   | Jakub Jamróg         | Lublin       | 5    | (2,0,0,2,1) |  |
| 12   | Mateusz Cierniak     | Tarnów       | 4    | (1,3,0,0,0) |  |
| 13   | Kamil Brzozowski     | Bydgoszcz    | 4    | (1,0,1,0,2) |  |
| 14   | Krzysztof Buczkowski | Grudziądz    | 4    | (2,0,1,1,0) |  |
| 15   | Norbert Krakowiak    | Zielona Góra | 3    | (0,1,2,0,0) |  |
| 16   | Jakub Miśkowiak      | Częstochowa  | 2    | (0,1,0,1,0) |  |
| 17   | Wiktor Lampart       | Lublin       | ns   |             |  |
| 18   | Karol Żupiński       | Gdańsk       | ns   |             |  |

Bieg po biegu:
1. Hampel, Przedpełski, Kołodziej, Woryna
2. Dudek, Jamróg, Cierniak, Krakowiak
3. Zmarzlik, Buczkowski, Kubera, Smektała
4. Kasprzak, Woźniak, Brzozowski, Miśkowiak
5. Cierniak, Hampel, Miśkowiak, Kubera
6. Dudek, Kołodziej, Woźniak, Buczkowski
7. Przedpełski, Smektała, Krakowiak, Brzozowski
8. Zmarzlik, Kasprzak, Woryna, Jamróg
9. Kasprzak, Dudek, Smektała, Hampel
10. Zmarzlik, Kołodziej, Brzozowski, Cierniak
11. Kubera, Przedpełski, Woźniak, Jamróg
12. Woryna, Krakowiak, Buczkowski, Miśkowiak
13. Zmarzlik, Hampel, Woźniak, Krakowiak
14. Kołodziej, Jamróg, Miśkowiak, Smektała
15. Przedpełski, Kasprzak, Buczkowski, Cierniak
16. Woryna, Kubera, Dudek, Brzozowski
17. Hampel, Brzozowski, Jamróg, Buczkowski
18. Kołodziej, Kasprzak, Kubera, Krakowiak
19. Zmarzlik, Przedpełski, Dudek, Miśkowiak
20. Smektała, Woryna, Woźniak, Cierniak
21. Bieg dodatkowy o 9. miejsce premiowane startem w finale Indywidualnych Mistrzostw Polski 2020: Woźniak, Smektała
22. Bieg dodatkowy o 2. miejsce Przedpełski, Kasprzak